# Heteromeringia melaena
Heteromeringia melaena är en tvåvingeart som beskrevs av Mitsuhiro Sasakawa 1966. Heteromeringia melaena ingår i släktet Heteromeringia och familjen träflugor. Inga underarter finns listade i Catalogue of Life.